# Dimarella angusta
Dimarella angusta är en insektsart som först beskrevs av Banks 1908.  Dimarella angusta ingår i släktet Dimarella och familjen myrlejonsländor. Inga underarter finns listade i Catalogue of Life.